# Operazione Homecoming
L'operazione Homecoming (in inglese: Operation Homecoming) fu un insieme di trattative diplomatiche avvenute nel gennaio 1973 in seguito agli accordi di pace di Parigi, che resero possibile il rimpatrio di circa 590 ex prigionieri di guerra americani detenuti nel Vietnam del Nord.

## Storia
Il 12 febbraio 1973 tre aerei da trasporto C-141 Starlifter atterrarono all'aeroporto di Gia Lam di Hanoi, nel Vietnam del Nord, mentre un aereo di linea C-9A fu invece fatto atterrare a Saigon, Vietnam del Sud, per raccogliere i primi prigionieri liberati. Il primo volo di 40 prigionieri americani lasciò la capitale nordvietnamita a bordo di un C-141A, meglio conosciuto come "Hanoi Taxi", ed ora conservato in un museo. Sullo stesso volo era presente anche il futuro senatore John McCain, a quell'epoca pilota della Marina degli Stati Uniti e detenuto della prigione di Hoa Lo di Hanoi per circa sei anni (26 ottobre 1967 - 14 marzo 1973).
Tra il 12 febbraio e il 4 aprile altri 54 C-141 erano operativi con il compito di trasportare altri ex-prigionieri dall'aeroporto Gia Lam della capitale nordvietnamita all'aeroporto di Clark nelle Filippine. Nel corso delle prime fasi dell'operazione ciascun aereo trasportò circa 40 ex-prigionieri, per la maggior parte selezionati in base alla durata della prigionia a cui erano stati sottoposti. I componenti del primo gruppo avevano trascorso dai sei agli otto anni come prigionieri di guerra.